# Aeroportul Ramingining
Aeroportul Ramingining (IATA: RAM, ICAO: YRNG) este un aeroport din Teritoriul de Nord, Australia.
Situat la o altitudine de 66 m, aeroportul dispune de o singură pistă.